# ジョンソン (テレビ番組)
『ジョンソン』は、2023年10月23日から2024年9月30日までTBS系列で毎週月曜 21:00 - 22:00（JST）に放送されていたバラエティ番組である。

## 概要
2005年10月から2013年9月まで同局で放送されたバラエティ番組『リンカーン』の後継番組として、かまいたち、モグライダー、見取り図、ニューヨークがメインキャストを務める番組。番組のモットーは「本気の先に笑いがある」。
番組名は第16代アメリカ合衆国大統領・エイブラハム・リンカーンの後継として第17代大統領に就任したアンドリュー・ジョンソンから採られたもので、命名の由来は“リンカーンのDNAを引継ぐ番組”との思いから。
初回は『リンカーン』の人気企画となる「芸人大運動会」を「ジョンソン芸人大運動会」として2時間スペシャルで放送。他にも『リンカーン』で人気を博した企画の復活を始め、テレビでしかできない様々な新企画に挑戦するとされていた。
番組の視聴率は開始直後から低迷。更に2024年5月20日以降、前座番組の「CDTVライブ!ライブ!」の拡大版や単発特番などにより、7月29日までの2ヶ月以上当番組の放送が途絶える事態となった。これについて総合演出の神尾祐輔は「ちゃんと収録はしてます!」と言及していた。
しかし、休止中の同年6月19日、「9月をもって番組が終了する方向」等とする記事が、同日付のスポーツニッポンに掲載された。この時点では番組について、TBSは公式なアナウンスをしていなかったが、記事の掲載後、番組レギュラーのニューヨークが「ニューヨークのニューラジオ」（YouTube）で、芝が「裏表 松原秀とモグライダー芝大輔」（文化放送）でそれぞれ打ち切りの旨に言及した。
そんな中、7月9日に番組公式YouTubeチャンネルを開設しショート動画を多数配信。その撮影風景が、7月29日・8月5日に2週連続2時間スペシャルで放送されたが、この視聴率も1.6％と低迷した。
その後、9月5日に行われた10月改編の発表会で正式に終了が発表され、9月30日をもって1年間の放送が終了した。
後番組は中居正広、ヒロミ、東野幸治がMCを務める『THE MC3』。
番組終了後、10月12日に放送された『お笑いの日2024』ではかまいたちがリーダーを務め、モグライダー・見取り図・ニューヨークも出演。当番組のスタッフも多く参加したことで、山内が番組内で「こんなに早くジョンソンが復活するなんて」とコメントした。
また年末年始にかけて、かまいたちとニューヨークがMCを務める『ニューかまー』（2024年12月31日放送）、見取り図とモグライダーがMCを務める『いざ世界! サムライ見聞録』（2025年1月25日放送）と、同番組のメインキャスト4組が2組ずつでMCを務める特番が放送され、いずれも番組内で当番組についての言及がされた。その後、『ニューかまー』は翌2025年5月12日よりレギュラー放送されている。

## 出演者

### レギュラー
濱家がリーダーとされており、企画のタイトルコールなど進行を担当するが 、濱家が企画に挑戦する場合は盛山が代理として進行を担当する場合もある。右の色はイメージカラー。
かまいたち（山内健司・濱家隆一）■
呼び名は山内が「山内さん」「山内（基本、濱家・芝・ナレーションのみ）」、濱家が「濱家さん」「濱家（基本、山内・芝・ナレーションのみ）」。役割は山内がボケ（たまにツッコミ）担当、濱家がツッコミと司会進行（たまにボケ）担当。
見取り図（盛山晋太郎・リリー）■
呼び名は盛山が「盛山さん」「盛山」、リリーが「リリーさん」「リリー」。役割は盛山がツッコミ（たまにボケや司会進行）担当、リリーがボケ（たまにツッコミ）担当。
ニューヨーク（嶋佐和也・屋敷裕政）■
呼び名は2人とも呼び捨て（それぞれ「嶋佐」「屋敷」）。役割は嶋佐がボケ（たまにツッコミ）担当、屋敷がツッコミ（たまにボケ）担当。
モグライダー（芝大輔・ともしげ）■
呼び名は芝が「芝くん（主にかまいたちやともしげ）」「芝さん」「芝」「バーシー(稀に)」、ともしげが「ともしげさん」「ともしげ」。役割は芝がツッコミ（まれにボケ）担当、ともしげがボケ（たまにツッコミ）担当。

## 放送リスト
日付はJST。
| # | 放送日   | 内容                                                  | ゲスト | 備考                                   |
| - | -------- | ----------------------------------------------------- | --- | -------------------------------------- |
| 1 | 10月23日 | 芸人大運動会2023                                      | あーたろう アントニー（マテンロウ） Yes!アキト Aマッソ（村上・加納） エルフ（荒川・はる） おいでやす小田 尾形貴弘（パンサー） オダウエダ（小田結希・植田紫帆） 鬼越トマホーク（坂井良多・金ちゃん） お見送り芸人しんいち 蛙亭（中野周平・イワクラ） きしたかの（岸大将・高野正成） きつね（大津広次・淡路幸誠） 小宮浩信（三四郎） ZAZY サツマカワRPG ザ・マミィ（林田洋平、酒井貴士） ジャングルポケット（おたけ・太田博久・斉藤慎二） 堂前透（ロングコートダディ） トム・ブラウン（布川ひろき、みちお） ドンココ（大久保裕オーサーオロナ・大久保龍フォスター） なすなかにし（那須晃行・中西茂樹） ネルソンズ（和田まんじゅう・青山フォール勝ち・岸健之助） ぱーてぃーちゃん（すがちゃん最高No.1・信子） 牧野ステテコ マヂカルラブリー（野田クリスタル・村上） ママタルト（檜原洋平・大鶴肥満） みなみかわ 宮下草薙（草薙航基・宮下兼史鷹） やす子 ランジャタイ（伊藤幸司・国崎和也） | 初回2時間スペシャル（21:00 - 22:57）。 |
| 2 | 10月30日 | 強運No.1決定戦                                        | 若林有子（TBSアナウンサー） |                                        |
| 3 | 11月06日 | ともしげ400万円強奪ドッキリウソみたいなホントの話     | |                                        |
| 4 | 11月13日 | 芝の実家に泊まりに行こう!                             | |                                        |
| 5 | 11月20日 | 芝の実家に泊まりに行こう! 完結編芸人大運動会 未公開集 | 芸人大運動会のゲストはレギュラー第1回と同様。 |                                        |
| 6 | 11月27日 | 俺のベストキス発表会                                  | ヒコロヒー 藤田ニコル 王林 荒川（エルフ） |                                        |
| 7 | 12月04日 | 男前カルテット3番勝負確定演出サミット                 | 稲田美紀（紅しょうが） ゆーびーむ☆ 山崎ケイ（相席スタート） オダウエダ（小田結希・植田紫帆） |                                        |
| 8 | 12月11日 | メンバー8人考案企画リレー                             | 渡邊センス（クロスバー直撃） |                                        |

| #      | 放送日   | 内容                                                                               | ゲスト | 備考 |
| ------ | -------- | ---------------------------------------------------------------------------------- | --- | --- |
| 9      | 01月22日 | 100万円争奪! 課金ゴルフ                                                            | 近藤夏子（TBSアナウンサー） 岡野陽一 糸井嘉男 片山真里 ハリウッドザコシショウ 浅沼心 | |
| 特別編 | 01月29日 | 深夜特別企画! 罰ゲームアップデート委員会確定演出サミット                           | 南後杏子（TBSアナウンサー） 御手洗菜々（TBSアナウンサー） 與那嶺茂人 佐藤幸宏 浅沼心 | 関東ローカル枠（同時ネットした局もあり）で放送。放送時間は23:56 - 翌0:55。 本来は2024年1月1日に放送予定であったが、 令和6年能登半島地震による報道特別番組の影響で延期された。                                                                          |
| 10     | 02月05日 | タイムアタックレストラン                                                           | 山添寛 篠原梨菜（TBSアナウンサー） 澤田州平 | |
| 11     | 02月12日 | Wikipedia陣取り合戦                                                                | 熊元プロレス（紅しょうが） 金ちゃん（鬼越トマホーク） フワちゃん 村重杏奈 佐々木舞音（TBSアナウンサー） | 左記のメンバーはゲストプレイヤー、 佐々木アナは進行役として出演。 |
| 12     | 02月19日 | Wikipedia陣取り合戦 完結編                                                         | 熊元プロレス（紅しょうが） 金ちゃん（鬼越トマホーク） フワちゃん 村重杏奈 河合郁人 池田美優 佐々木舞音（TBSアナウンサー） | |
| 13     | 02月26日 | 豪邸トレジャーハンター                                                             | 鬼越トマホーク（金ちゃん・坂井良多） 菊地亜美 森迫永依 なえなの ラファエル | 10分短縮され21:00 - 21:50に放送された。 番組に出演していた人物が放送後に逮捕されていたことが発覚したため、TVerやTBS FREEなどにおいての見逃し配信が取りやめになった（後述）。                                                                           |
| 14     | 03月11日 | タイムアタックレストラン新しい言葉を作ろう!                                        | 山添寛（相席スタート） 篠原梨菜（TBSアナウンサー） 秋元真夏 | 10分短縮され21:00 - 21:50に放送された。 |
| 15     | 03月18日 | 青春を取り戻せ! ジョンソン修学旅行                                                 | | |
| 16     | 03月25日 | 青春を取り戻せ! ジョンソン修学旅行 夜の部                                          | | 「サッカーU-23 国際強化試合 日本×ウクライナ」放送のため、15分短縮され21:15 - 22:00に放送された。 |
| 特別編 | 04月06日 | 見取り図の宣材写真を撮りたい確定演出サミット                                       | 広田成太 | 「深夜のジョンソン」として、土曜 1:23 - 1:53に放送。 「見取り図の宣材写真を撮りたい」は、2023年12月11日放送「メンバー8人考案企画リレー」の際に収録されていたが、ゴールデン帯では放送できないような内容が含まれていたため、同タイミングで放映となった。 |
| 17     | 04月15日 | 抜き打ち! 春の健康診断                                                             | 山形純菜（TBSアナウンサー） 渡辺良治 | |
| 18     | 04月22日 | 富士山はどっちのものだ!? 静岡VS山梨 巨大綱引き合戦                                 | 御手洗菜々 （TBSアナウンサー） | 2時間スペシャル（21:00 - 22:57）。 |
| 19     | 05月20日 | エクストリームスポーツマンNo.1決定戦                                               | ジェシー（SixTONES） 田中樹（SixTONES） 髙地優吾（SixTONES） 高橋恭平（なにわ男子） 中村海人（Travis Japan） 松倉海斗（Travis Japan） 井上瑞稀（HiHi Jets） 猪狩蒼弥（HiHi Jets） 尾形貴弘（パンサー） 石田たくみ（カミナリ） お見送り芸人しんいち | 2時間スペシャル（21:00 - 22:57）。 |
| 20     | 07月29日 | 夏休み弾丸旅企画！再生回数で賞金ゲット！ジョンソン・イン・ザ・ワールド！           | 宇内梨沙（TBSアナウンサー） | 2時間スペシャル（21:00 - 22:57）。 |
| 21     | 08月05日 | 夏休み弾丸旅企画！再生回数で賞金ゲット！ジョンソン・イン・ザ・ワールド！           | 宇内梨沙（TBSアナウンサー） CRAVITY | 2時間スペシャル（21:00 - 22:57）。 |
| 21     | 08月05日 | 豪邸トレジャーハンター                                                             | 岡田紗佳 吉村恵里子（TBSアナウンサー） | 2時間スペシャル（21:00 - 22:57）。 |
| 22     | 09月09日 | 社長と遊ぼう!                                                                      | 指原莉乃 藤本美貴 吉村崇（平成ノブシコブシ） 西村誠司 細木かおり | 2時間スペシャル（21:00 - 22:57）。 |
| 特別編 | 09月29日 | 豪邸トレジャーハンター こいつで笑わんやつおらんやろ〜若手芸人編〜 抜き打ち健康診断 | 岡田紗佳 吉村恵里子（TBSアナウンサー） イチキップリン 今井らいぱち デニス ハンジロウ TEAM近藤 もじゃ吉田 ネコニスズ ダブルアート | 「未公開特別編」として、日曜 1:58 - 4:00に放送。 |
| 23     | 09月30日 | 素敵なお金の使い方をご提案 うまい話レストラン                                      | 近藤夏子（TBSアナウンサー） 岩谷幸舗 十倍直昭 坂本慎太郎 徳光健治 田中俊行 トダセルク | 最終回2時間スペシャル（21:00 - 22:57）。 |

## ネット局
| 放送対象地域   | 放送局                    | 系列    | 放送日時           | ネット状況 |
| -------------- | ------------------------- | ------- | ------------------ | ---------- |
| 関東広域圏     | TBSテレビ（TBS）          | TBS系列 | 月曜 21:00 - 22:00 | 制作局     |
| 北海道         | 北海道放送（HBC）         | TBS系列 | 月曜 21:00 - 22:00 | 同時ネット |
| 青森県         | 青森テレビ（ATV）         | TBS系列 | 月曜 21:00 - 22:00 | 同時ネット |
| 岩手県         | IBC岩手放送（IBC）        | TBS系列 | 月曜 21:00 - 22:00 | 同時ネット |
| 宮城県         | 東北放送（tbc）           | TBS系列 | 月曜 21:00 - 22:00 | 同時ネット |
| 山形県         | テレビユー山形（TUY）     | TBS系列 | 月曜 21:00 - 22:00 | 同時ネット |
| 福島県         | テレビユー福島（TUF）     | TBS系列 | 月曜 21:00 - 22:00 | 同時ネット |
| 山梨県         | テレビ山梨（UTY）         | TBS系列 | 月曜 21:00 - 22:00 | 同時ネット |
| 新潟県         | 新潟放送（BSN）           | TBS系列 | 月曜 21:00 - 22:00 | 同時ネット |
| 長野県         | 信越放送（SBC）           | TBS系列 | 月曜 21:00 - 22:00 | 同時ネット |
| 静岡県         | 静岡放送（SBS）           | TBS系列 | 月曜 21:00 - 22:00 | 同時ネット |
| 富山県         | チューリップテレビ（TUT） | TBS系列 | 月曜 21:00 - 22:00 | 同時ネット |
| 石川県         | 北陸放送（MRO）           | TBS系列 | 月曜 21:00 - 22:00 | 同時ネット |
| 中京広域圏     | CBCテレビ（CBC）          | TBS系列 | 月曜 21:00 - 22:00 | 同時ネット |
| 近畿広域圏     | 毎日放送（MBS）           | TBS系列 | 月曜 21:00 - 22:00 | 同時ネット |
| 鳥取県・島根県 | 山陰放送（BSS）           | TBS系列 | 月曜 21:00 - 22:00 | 同時ネット |
| 岡山県・香川県 | RSK山陽放送（RSK）        | TBS系列 | 月曜 21:00 - 22:00 | 同時ネット |
| 広島県         | 中国放送（RCC）           | TBS系列 | 月曜 21:00 - 22:00 | 同時ネット |
| 山口県         | テレビ山口（tys）         | TBS系列 | 月曜 21:00 - 22:00 | 同時ネット |
| 愛媛県         | あいテレビ（itv）         | TBS系列 | 月曜 21:00 - 22:00 | 同時ネット |
| 高知県         | テレビ高知（KUTV）        | TBS系列 | 月曜 21:00 - 22:00 | 同時ネット |
| 福岡県         | RKB毎日放送（RKB）        | TBS系列 | 月曜 21:00 - 22:00 | 同時ネット |
| 長崎県         | 長崎放送（NBC）           | TBS系列 | 月曜 21:00 - 22:00 | 同時ネット |
| 熊本県         | 熊本放送（RKK）           | TBS系列 | 月曜 21:00 - 22:00 | 同時ネット |
| 大分県         | 大分放送（OBS）           | TBS系列 | 月曜 21:00 - 22:00 | 同時ネット |
| 宮崎県         | 宮崎放送（mrt）           | TBS系列 | 月曜 21:00 - 22:00 | 同時ネット |
| 鹿児島県       | 南日本放送（MBC）         | TBS系列 | 月曜 21:00 - 22:00 | 同時ネット |
| 沖縄県         | 琉球放送（RBC）           | TBS系列 | 月曜 21:00 - 22:00 | 同時ネット |

## スタッフ
- ナレーター：鈴木賢【毎週】、元吉有希子（元吉→2024年7月29日 - ）【週替り】
- 構成：大井洋一、竹村武司 / 大西右人、渡辺佑欣、永井ふわふわ、関野樹、細川拓朗 / 高須光聖
- 考案：大平尚志
- CG：榛葉大介（PDB）
- TM：鈴木昭平（TBSテレビ）
- TP：持田真吾
- TD：中村年正、中里子（週替り）
- CAM：山脇吉記、廣岡達之、鈴木菜奈（週替り）
- VTR：浦里麻也
- AUD/VE：小澤真琴
- VE：安井康喜、木野内洋（週替り）
- 音声：杉山雄飛
- 照明：渋谷康治、髙松優（週替り）
- ロケ技術：SWISH JAPAN、バンエイト、ジェイ・クルー（週替り）
- 機材協力：東京オフラインセンター、ブレイズ
- 車輛：COM、TOP、城南交通（週替り）
- 美術プロデューサー：羽田一成
- 美術デザイナー：勝藤俊則（毎週）、田路健斗、矢澤尚弥、松沢光祐（週替り）
- 美術ディレクター：岩谷孝平、落合竜司（毎週）、加来理咲子、橋本幸歩（週替り）
- 装置：坂本進、井上修二
- 装置操作：佐藤翔太、権田博之（週替り）
- アクリル装飾︰青木剛（週替り）
- メカシステム︰安部和也（週替り）
- 電飾：酒井善弘、住義仁、土肥翔太（週替り）
- 装飾︰儀同博子、安藤豪（週替り）
- 特殊効果：斉藤賢、星野達哉（週替り）
- 特殊装置：勝大輔、黒野堅太郎（週替り）
- バルーン装飾：細田修（週替り）
- 持道具：岩本美徳（週替り）
- 音効：阿部雄太
- 編集：高橋雄人、田口勇馬（週替り）
- MA：吉田桃花、横田良孝（週替り）
- メイク：酒井さとみ、伊駒舞、山本詩子（週替り）
- 衣装：杉崎康夫
- TK：伊藤佳加、五味真琴
- CG・イラスト：グレートインターナショナル
- 宣伝：白井可奈子・萩野谷剛（共にTBSテレビ）
- 制作進行：上岡恵莉華
- 編成：野村和矢・後藤大希（共にTBSテレビ）
- 配信：塩川篤史（TBSテレビ）
- デスク：松崎由美（シオプロ）
- 協力：全力カンパニー、SSSystem、EAST、Gothic、ROFL、ゲンカイエンターテインメント（毎週）、PASSION（PAS→2023年11月13日 - ）（週替り）
- AD：田中健志郎、本田稔、尾木涼史（毎週）、田中楓果、横田貴明、杉本果穂、鶴巻浩介、村田諒、下地和夏、千原（葉）茉莉、森山太一、須賀千尋、保谷涼真、伊藤詩歩、武内大空、曽根颯太、岸本祐佳、本田芽里那、竹田明花、横井貴明、宮田勇輝、三輪果子、八木洋平、田畑紗耶香、近藤純也、渡辺幸穂、髙橋恭依、河井朱里、北川聖菜、岡田沙絵、五十嵐星花、井上雅大、綱島隼斗、桐島聖奈、野田理紗子、明賀花音、星出真里、大川紗帆、森本貴大、坂本遊、鈴木舞、竹本絵美、竹田明花、山田乃愛、嶋田菜々穂、大島万葉、荒木里緒、古沢瞭和、半田莉菜、齋藤萌香、岸本祐佳、宮田勇輝、石井柊、山口莉那、三國理子（週替り）
- AP：佐藤恵里、海藤春菜（毎週）、竹井晶子、庄子伸正、柳田久瑠実、長崎麻衣、澤村千鶴、今野舞紀、藤村理乃、福田真琴（週替り）、中川天・角田英次郎・加藤稚菜（共に吉本興業、毎週）
- ディレクター：久野公嗣、加用裕紀、柳信也、山﨑純（毎週） / 川戸涼平、藤原祥子、狩野紀明、永井雄一、柴田大輔、中須賀美理、中根拓也、久世恵太、菊地由晃、佐久本貴史、後藤玄希、村中良輔、小松隼人、唐澤景一、本田哲也、野口眞嗣、松﨑秀峰、上野海卯、小林悦子、吉川司、大井田遼太（週替り）
- プロデューサー：高柳健人・浜田諒介（共にTBSテレビ、浜田→以前は総合演出）、神夏磯秀（吉本興業） / 福島伸浩・樋江井彰敏（共にTBSテレビ）、鈴木一慶（吉本興業）（毎週）、香川かおり（オフィスながも）、鈴木仁美（ディ・コンプレックス）、山ノ内禎枝（カスタム）、清水ヒロシ、池田成男・小林靖子（SSSystem）、下田亮太（スクイズ）、林田直子（ガスコイン・カンパニー）、新貝元章（ゲンカイエンターテインメント）、福岡隆幸（ROFL）、興石将大・村田聡子（PASSION）（週替り）
- 総合演出：神尾祐輔（TBSテレビ、2024年3月11日 - 、以前は演出）
- 制作プロデューサー：坂本義幸（TBSテレビ）
- 制作協力：吉本興業
- 制作：TBSテレビコンテンツ制作局バラエティ制作三部
- 製作著作：TBS

### 過去のスタッフ
- TM：森和哉（TBSテレビ）
- PM：寺尾昭彦
- AP：山崎遥加

## トラブル
- 2023年10月23日放送 - 初回2時間SP『芸人大運動会2023』
  - 太田博久（ジャングルポケット）が人を持ち上げることでその体重を当てる「人間体重計」というネタを披露した。このとき、はる（エルフ）を抱き抱え、大きく体ごと上下させて、下腹部にあてる行為が性的な行為を連想させると問題視された。これを受けて、BPOの公式サイトに議論の内容が公開された[15][16]。
  - その後、同回に出演していた野田クリスタル（マヂカルラブリー）は自身のYouTubeでの生配信で、太田の行動に対し冗談を交えながらも擁護する発言を展開した[17]。
- 2024年2月26日放送 - 『豪邸トレジャーハンター』
  - 2024年2月29日、同回に出演した豪邸の持ち主が同月13日に逮捕されていたことが判明した[18]。これを受けて、TVerやU-NEXTなどでは同回の配信が停止された[19]。